# Halowe mistrzostwa Polski kobiet w piłce nożnej 2007
Halowe mistrzostwa Polski kobiet w piłce nożnej 2007 – dwudziesta ósma edycja halowych mistrzostw Polski kobiet w piłce nożnej. Finały rozgrywek rozegrane zostały 15 grudnia 2007 roku w hali sportowej Jednostki Wojskowej w Sieradzu. Po turniejach eliminacyjnych, w których łącznie wzięły udział 24 zespoły (rozlosowane do czterech grup eliminacyjnych rozgrywanych kolejno w Częstochowie, Warszawie, Koninie i Opolu, po sześć drużyn w każdej) prawo startu w finale uzyskały ekipy Gola Częstochowa, Medyka Konin, AZS PSW Biała Podlaska i RTP Unii Racibórz. Zwyciężyły zawodniczki z Częstochowy.

## Turniej finałowy
W finale cztery startujące drużyny zmierzyły się ze sobą w jednej grupie, rozgrywając spotkania w systemie każdy z każdym (po jednym meczu). Spotkania rozgrywane były 15 grudnia 2007 roku. Zwyciężyły piłkarki Gola Częstochowa, wyprzedzając drużynę Medyka Konin korzystniejszym o zaledwie jedną bramkę bilansem bramkowym. W bezpośrednim spotkaniu obu drużyn padł remis 8:8. Trzecie miejsce zajęła ekipa z Białej Podlaskiej, a czwarte RTP Unia Racibórz.

### Tabela i wyniki
| Poz. | Klub                   | M | Pkt. | Mecze | Mecze | Mecze | Bramki | Bramki |
| Poz. | Klub                   | M | Pkt. | zwy.  | rem.  | por.  | zdob.  | stra.  |
| ---- | ---------------------- | - | ---- | ----- | ----- | ----- | ------ | ------ |
| 1    | Gol Częstochowa        | 3 | 7    | 2     | 1     | 0     | 21     | 14     |
| 2    | Medyk Konin            | 3 | 7    | 2     | 1     | 0     | 20     | 14     |
| 3    | AZS PSW Biała Podlaska | 3 | 3    | 1     | 0     | 2     | 10     | 14     |
| 4    | RTP Unia Racibórz      | 3 | 0    | 0     | 0     | 3     | 10     | 19     |

|  |                   |       |                        |  |
|  | Medyk Konin       | 8 – 3 | RTP Unia Racibórz      |  |
|  | Gol Częstochowa   | 7 – 2 | AZS PSW Biała Podlaska |  |
|  |                   |       |                        |  |
|  | Medyk Konin       | 8 – 8 | Gol Częstochowa        |  |
|  | RTP Unia Racibórz | 3 – 5 | AZS PSW Biała Podlaska |  |
|  |                   |       |                        |  |
|  | Medyk Konin       | 4 – 3 | AZS PSW Biała Podlaska |  |
|  | RTP Unia Racibórz | 4 – 6 | Gol Częstochowa        |  |

### Nagrody i wyróżnienia
Wyróżnienie dla najlepszej zawodniczki turnieju przyznano Joannie Płonowskiej z Medyka Konin. Najskuteczniejszą piłkarką turnieju z dorobkiem pięciu bramek okazała się Marta Stobba, reprezentująca zespół z Częstochowy. Nagroda dla najlepszej bramkarki przypadła zawodniczce z Białej Podlaskiej, Izabeli Godzińskiej.